# Beavis
Beavis es personaje ficticio de la serie animada Beavis and Butt-Head. Es su creador, Mike Judge quien proporciona su voz. En la película "Beavis and Butt-Head Do the Universe", la madre de Beavis es llamada "Shirley Beavis", lo que implica que Beavis es en realidad el apellido del personaje. Su padre es un exroader de Mötley Crüe. Beavis tiene el pelo rubio, peinado con un pompadour enorme, una prognatismo pronunciado y una mirada obsesiva. Habla con una voz ronca, frecuentemente acentuada por su característica risita ("Je, je"). Casi siempre se le ve de perfil, en lugar de mirar directamente a la cámara. Suele llevar una camiseta de Metallica, aunque en sus apariciones como merchandising, su camiseta muestra el eslogan "Death Rock" para evitar problemas de licencia. En el episodio "Give Blood", lleva una camiseta de Slayer, mientras que en el especial navideño "It's a Miserable Life", Beavis lleva una camiseta de Winger durante la sección de realidad alternativa del episodio. En la versión de 2022, Beavis, en su versión adulta, lleva gafas, una camiseta gris oscuro y vaqueros.
Es un poco más bajo que su mejor amigo, Butt-Head, aunque de lejos parece más alto debido a su peinado. Beavis trabaja con Butt-Head como cocinero en el restaurante de comida rápida ficticio "Burger World" y, en una ocasión, le reveló desafiantemente que es fan de la banda de rock Bon Jovi a Butt-Head, quien detesta a la banda y a su cantante principal, Jon Bon Jovi.
En algunos episodios, Beavis también se transforma en un personaje llamado "Cornholio", que suele gritar cosas como "¡Bunghole!". Se transforma en Cornholio cuando consume una cantidad excesiva de azúcar, cafeína o sustancias psicoactivas.
El nombre de Beavis se inspiró en un amigo de Judge de la universidad llamado Bobby Beavis.

### Imprudencia
Beavis tiene una naturaleza más volátil e impredecible. Sus acciones precipitadas suelen acabar en desastre, desde ser deportado a México hasta lesionarse gravemente y, ocasionalmente, ser arrestado por delitos como allanamiento de morada. En algunos de los primeros episodios, Beavis muestra indicios de ser un pirómano. Aunque su obsesión con el fuego seguía siendo un rasgo evidente, a medida que avanzaban las temporadas y aumentaba la presión de la censura en las cadenas, su fijación se convirtió en una broma pasajera. En una escena eliminada de la película de 1996, Beavis roba la Declaración de Independencia para usarla como papel higiénico.

### Cornholio
Cornholio es un alter ego de Beavis. Aunque el personaje de Cornholio se desarrolló en el episodio "The Great Cornholio", Beavis lo interpreta por primera vez como un chiste pasajero en "Generation in Crisis". Beavis a veces experimenta un cambio radical de personalidad, generalmente tras consumir grandes cantidades de azúcar, cafeína o estimulantes. En "Holy Cornholio", la transformación ocurre después de que Beavis toma muchos analgésicos. Se sube el cuello de la camisa por encima de la cabeza, levanta los antebrazos en ángulo recto con el pecho y luego empieza a gritar de forma errática, produciendo un torrente de galimatías y ruidos extraños, con los ojos muy abiertos. Cornholio es un personaje normalmente inactivo. Cornholio tiende a deambular sin rumbo mientras recita "¡Soy el Gran Cornholio! ¡Necesito papel higiénico para mi trasero!" con un extraño acento falso español. Cada vez que alguien le hace una pregunta o lo desafía de forma amenazante o negativa, Cornholio responde con un "¿Me estás amenazando?". A veces, Beavis habla con normalidad por un momento antes de retomar la personalidad de Cornholio. Cuando deja de actuar como Cornholio, Beavis no suele recordar lo sucedido. Bajo la apariencia de Cornholio, Beavis se convierte en un exitoso poeta beat.
En "Vaya Con Cornholio", es deportado a México tras ser detenido injustamente por un agente del Servicio de Inmigración y Naturalización (INS). Durante su detención, el agente y su superior intentan comprender el galimatías, llegando incluso a buscar la definición de bunghole. En ese mismo episodio, afirma ser del lago Titicaca (por el sonido escatológico de su nombre), pero cuando se le pregunta dónde está, responde (erróneamente) con "Nicaragua". Nicaragua puede ser una de las pocas cosas que Beavis recuerda de las clases. El profesor de Beavis, el Sr. Van Driessen, menciona Nicaragua durante una clase sobre sistemas económicos mundiales en "The Great Cornholio", tras lo cual Beavis repite la palabra mientras camina de un lado a otro del aula. Cornholio reaparece en "Bungholio: Lord of the Harvest", donde roba dulces a todos y Butt-Head lo persigue. Se había enfrentado a Todd Ianuzzi, quien le exigió que se apartara del camino. Todd se preparó para golpear a Beavis en su forma de Cornholio con sus amigos. Más tarde, lo perdona, considerándolo demasiado loco, y prefiere golpear a Butt-Head, más cuerdo.

#### Personalidad
Dan Tobin, de The Boston Phoenix, describió a Beavis como "el compañero y seguidor" que se convirtió en "una bala perdida".
Mike Judge dijo una vez en una entrevista que Beavis "es un cero a la izquierda" en cuanto a inteligencia, de hecho, Beavis a menudo ignora lo que debería ser obvio. Generalmente subordinado a Butt-Head y dispuesto a tolerar una gran cantidad de abuso físico y verbal, Beavis, sin embargo, tiene límites. En "Murder Site", Beavis se vio impulsado a atacar y casi matar a Butt-Head, quien lo llamaba constantemente "Golpeador de traseros", un término que Beavis resiente. Beavis también se enfrentó a Butt-Head mientras veían el video de "Nihilism" de Rancid, Butt-Head no dejaba de hablar de ello con desdén, lo que llevó a Beavis a decirle que se callara. Cuando Butt-Head reaccionó con furia, ordenándole a Beavis que nunca más lo callara y amenazando con atacarlo, Beavis le dio una patada preventiva en los testículos, le dijo que se callara de nuevo y salió de la habitación a buscar algo de comer. En otro episodio, mientras el dúo veía un video de Bon Jovi, Beavis afirmó que le gustaba una parte de la canción, lo que provocó que Butt-Head lo abofeteara con disgusto. Tras recibir varios golpes, Beavis le dio una patada en la ingle y exclamó: "¡Bon Jovi es lo máximo!".
A pesar de su evidente idiotez, Beavis posee varias virtudes. Aunque suele mostrarse (algo) menos inteligente de los dos, puede ser ingenioso sin querer, y al hablar de temas que ni él ni Butt-Head entienden, es más probable que adivine los mecanismos que lo motivan. Además, en las raras ocasiones en que una mujer muestra interés en uno de los dos, suele ser Beavis quien recibe la atención. Beavis también ha demostrado perspicacia en temas como el verdadero significado de la Navidad o en su análisis de un video de Korn. Sin embargo, en ambos casos, Beavis parece estar en trance o poseído, y poco después no muestra ningún recuerdo de lo que acaba de decir.

### Su relación con Butt-Head
Aunque son los confidentes más cercanos, Beavis y Butt-Head mantienen una relación hastiada, violenta y, a veces, casi sádica. Butt-Head suele insultar y abusar físicamente de Beavis (normalmente abofeteándolo, a veces acompañado de una petición de "¡Tranquilízate, Beavis!" si siente que su amigo se está volviendo demasiado hiperactivo, como suele ocurrir). En ocasiones, Beavis contraataca o se defiende ("Madame Blavatsky", "Vienen a llevarme, ¿eh?"). Su forma favorita de vengarse es patear a Butt-Head en los testículos. En al menos una ocasión, Beavis da el primer puñetazo. En "Canoe", inicia una pelea golpeándole la cabeza a Butt-Head con una paleta (aunque Butt-Head lo incitó a hacerlo). Butt-Head suele saber cuándo Beavis está a punto de romperse y se retracta (como se ve cuando lo llama "Buttknocker" o insulta a Metallica demasiadas veces). A pesar de ser víctima de los abusos de Butt-Head, Beavis puede preferirlo a otras opciones. Por ejemplo, en "Nice Butt-Head", donde Butt-Head toma pastillas para controlar su agresividad y se muestra amable y considerado, Beavis intenta rápidamente encontrar la manera de que vuelva a ser él mismo. En "Choke", afirma específicamente que Butt-Head "no es realmente mi amigo", y en "Beavis and Butt-Head Do the Universe", Butt-Head dice que Beavis "no es realmente mi amigo, solo me sigue". Sin embargo, se puede inferir que ambos siguen siendo mejores amigos (o al menos que su relación es la única significativa para ambos), considerando sus actividades, residencia e intereses compartidos, y la falta de otros amigos. Ambos suelen complementarse cuando emprenden cualquier proyecto, especialmente si se trata de su meta de toda la vida: ligar con chicas.
Beavis suele ser un seguidor, que sigue de buen grado las instrucciones de Butt-Head y coopera en sus esfuerzos. Esto parece ser consecuencia de su propia insensatez, más que de su miedo a los abusos de Butt-Head, como se demuestra en la realidad alternativa de "It's a Miserable Life", donde Butt-Head nunca nació y Beavis era, en cambio, el amigo tonto pero productivo de su joven vecino y compañero de escuela, Stewart Stevenson.

### Relación con otros personajes
Al igual que Butt-Head, Beavis comparte su desprecio por Stewart y el Sr. Van Driessen. Aunque comparte el odio mutuo de Butt-Head hacia el entrenador Buzzcut por la forma en que explota su falta de inteligencia, hombría y fuerza, Beavis le tiene cierto respeto. Ha mostrado cierto respeto por Daria, ya que es la única estudiante que tolera a la pareja y no pierde la calma ante sus acciones.

### Rasgos
Mientras que el principal interés de Butt-Head en la vida son las chicas, Beavis parece estar más interesado en el humor escatológico y las exhibiciones de violencia. Beavis tiene predilección por crear efectos de sonido originales para cada ocasión. Siempre que ve algo sexualmente excitante, imita un resorte (onomatopéyicamente diciendo "¡Boi-oi-oi-oi-oiiing!") indicando una erección rápida. A veces hace una ovación del Bronx frunciendo los labios. Ocasionalmente hace imitaciones, como la del director McVicker ("Terapia del Habla"), el orador motivacional Sr. Modales/Sr. Caramelos ("Los Modales Apestan/Venta de Caramelos") y el Pájaro Loco ("Cima de la Montaña"). Una habilidad especial suya es hablar al revés, como se ve en "Vidiots", mientras el dúo revisa un video musical sin embargo, se le olvida cómo hacerlo al final del video. Beavis también muestra predilección por defecar y cosas relacionadas, y con un tono agudo suele pronunciar con entusiasmo la palabra "poop" o "plop" para indicar una deposición. Con frecuencia se baja los pantalones durante las reseñas de videos musicales. También tomó Kaopectate una vez después de escuchar que era para la diarrea, creyendo erróneamente que le daría diarrea; solo se calmó con una enorme deposición que guardó en el cajón de su cómoda, para disgusto de Butt-Head. Beavis a veces presenta el síndrome del sabio, como cuando Butt-Head le da una bofetada fuerte o cuando intenta desmayarse conteniendo la respiración y soplando en el pulgar. En este estado, Beavis hace declaraciones intelectuales, generalmente sobre el video musical que está viendo.

### Los padres de Beavis
La familia de Beavis se menciona ocasionalmente, pero nunca se la ha visto en persona en la serie. Un ejemplo es cuando Beavis dice: "Mi madre es una zorra... meh, je, je". Según se comenta en algunos segmentos del video musical, la madre de Beavis comparte el peculiar peinado de su hijo, es algo obesa y (lo más significativo) es una zorra ignorante. Aunque Beavis es consciente de la promiscuidad de su madre, no parece molestarle mucho, ya que a menudo se ríe de acuerdo cuando Butt-Head lo menciona (de hecho, cuando Butt-Head se refiere a la madre de Beavis como una prostituta, Beavis dice con indiferencia: "No es una prostituta, es una zorra, no cobra por ello"). Sin embargo, la ironía se le escapa a Butt-Head, cuya promiscuidad materna está implícita en Beavis and Butt-Head Do America.
En "Beavis y Butt-Head Do the Universe", se revela que la madre de Beavis se llama Shirley Beavis. Tras desaparecer en un agujero negro en 1998 y llegar al año 2022, la agente inmobiliaria que vende su casa les cuenta lo sucedido, pero prestaron atención a la historia por jugar con el triturador de basura, lo que ahogó gran parte de lo que decía el agente. Sin embargo, se puede deducir que Shirley Beavis se vio afectada por la pérdida de su hijo y que ella (y posiblemente la madre de Butt-Head) obtuvo un acuerdo con la NASA, pero terminó gastándolo todo.
En "Be All You Can Be", Butt-Head afirma que el padre de Beavis estuvo en la Marina y le dijo al reclutador del ejército que su padre era "marinero", aunque esto podría haber sido una broma para que Butt-Head usara la palabra "semen".
En Beavis and Butt-Head Do America, Beavis se reencuentra con su padre biológico, quien parece mostrar la misma obsesión piromaníaca que él, además de un evidente parecido físico. Se dice que es un vagabundo y antiguo roadie de la banda de rock Mötley Crüe. Sin embargo, ignoran su relación padre-hijo y se separan antes de establecer la conexión.

### El viejo Beavis
En Beavis and Butt-Head de Mike Judge, Beavis y Butt-Head aparecen en una línea temporal alternativa como adultos de mediana edad. Viven juntos en un apartamento. Beavis mantiene el mismo peinado, aunque más oscuro. También usa gafas, fuma, tiene algunas arrugas y algunos dientes faltantes o astillados. Ya no usa la camiseta de Metallica de su juventud, sino una camiseta negra y pantalones azules. Se revela que Beavis fue despedido de Burger World en 1999. Beavis y Butt-Head viven de las prestaciones por discapacidad y desempleo. En el episodio "Kiney", Beavis acepta un riñón de Stewart, un adulto, tras contener la orina durante dos días. El riñón se revienta por beber vino después de la cirugía.